# メタルギアソリッドV
『メタルギアソリッドV』（メタルギアソリッドファイブ、METAL GEAR SOLID V、略称: MGSV）は、コナミデジタルエンタテインメントから発売されたPlayStation 3・Xbox 360・PlayStation 4・Xbox One・PC用ソフト。メタルギアシリーズの8作目にあたる。『メタルギアソリッドV ファントムペイン』では、同シリーズにおいて初めてオープンワールドのシステムを取り入れている。
本作は、序章に位置付けられた『メタルギアソリッドV グラウンド・ゼロズ』（メタルギアソリッドファイブ グラウンド・ゼロズ、METAL GEAR SOLID V: GROUND ZEROES、略称: MGSV: GZ、2014年3月20日発売）と、本篇となる『メタルギアソリッドV ファントムペイン』（メタルギアソリッドファイブ ファントムペイン、METAL GEAR SOLID V: THE PHANTOM PAIN、略称: MGSV: TPP、2015年9月2日発売）の2作品で構成される。
上記2作品と全DLCを一つに纏めた『メタルギアソリッドV グラウンド・ゼロズ ＋ ファントムペイン』（メタルギアソリッドファイブ グラウンド・ゼロズ プラス ファントムペイン、METAL GEAR SOLID V: GROUND ZEROES + THE PHANTOM PAIN、略称: MGSV: GZ + TPP）が2016年11月10日発売。

## 概要
2012年8月に行われた『METAL GEAR 25th ANNIVERSARY PARTY』で『METAL GEAR SOLID GROUND ZEROES』のタイトルでトレーラーが公開された。
同年12月には Spike Video Game Awards で「Moby Dick Studios」なるデベロッパーが『The Phantom Pain』トレーラーを公開していたが、そこではメタルギアシリーズ作品であることは公開されていなかった。
2013年3月28日にアメリカで行われた GDC2013 でトレーラーが公開され、『METAL GEAR SOLID V: THE PHANTOM PAIN』として正式に「GROUND ZEROES」と「THE PHANTOM PAIN」が同作品であることが発表された。また、E3 2013 にて、Xbox 360の次世代機であるXbox One、およびPlayStation 3の次世代機であるPlayStation 4でも発売されることが発表された。2013年9月19日に行われた『東京ゲームショウ 2013』では、日本語版トレーラーと「GROUND ZEROES」の一部を改変したステージでのプレイ映像が公開され、その後公開された「GROUND ZEROES」のオープニング映像では、日本語版の一部キャストが公開された。
しかし、諸事情により「GROUND ZEROES」と「THE PHANTOM PAIN」を分けて発売されることが発表され、その後『グラウンド・ゼロズ』の発売日が2014年3月20日であることが発表された。ただし、3月20日時点で日本ではXbox One本体が発売されていなかったため、日本でのXbox One版に限り発売日は未定だったが、日本での本体発売日と同日の2014年9月4日にダウンロード専用として発売された。
その後『ファントムペイン』の発売日が2015年9月2日であることが発表された。
しかし、2015年3月にコナミの部内再編成により小島プロダクションは解散。本部制による制作体制となり今まで親しまれていたFOXのロゴマークが公式サイトなどから消滅した。
物語のテーマは『RACE（人種）』、『VOICE（声）』。
なお、タイトルの「ファントムペイン（Phantom pain）」とは、手足を切断された患者がないはずの部位に痛みを感じる症状を指す臨床医学用語である。日本語では「幻肢痛」と訳される。「THE PHANTOM PAIN」ではスネークの左手が義手になっており、ミラーも右手と左足を失った状態で登場する。後にソリッド・スネークの宿敵として登場するオセロットは、本作ではビッグ・ボスの重要な協力者として登場し、後のリキッド・スネークとサイコマンティスとなるものたちも登場する。
また、ビッグ・ボスやカズヒラ・ミラーが所属する「国境なき軍隊」について、本作品の前ストーリーにあたる『メタルギアソリッド ピースウォーカー』ではフランス語で「Militaires Sans Frontières（通称：MSF）」という組織名が設定されていたが、今作（「GROUND ZEROES」では「国境なき軍隊」、「THE PHANTOM PAIN」では「旧マザーベース」に変更されている、）では削除されている。
2021年8月31日、PlayStation 3版、PlayStation 4版、Xbox 360版、Xbox One版の『グラウンド・ゼロズ』とPlayStation 3版、Xbox 360版の『ファントムペイン』のオンラインサービスを2022年5月31日15時をもって終了することが発表された。

## ストーリー
本作は2作品に渡って展開される二部構成になっている。これまでの作品と違い、作中での出来事を示す言葉は存在しない。

### GROUND ZEROES
ピースウォーカー事件から4ヶ月後の1975年3月16日。ビッグ・ボスが率いる「国境なき軍隊」の兵力は、核を保有するほど強大になっていた。
この情報を掴んだIAEA（国際原子力機関）は、この軍隊に対する査察を申し入れる。しかしビッグ・ボスは、国籍もなくNPT（核拡散防止条約）にも加盟していない「国境なき軍隊」を査察しようとするIAEAの意図を図りかねていたが、ヒューイが独断で核査察を受け入れようとしたため、やむなく受け入れを決断した。
その中で、ピースウォーカー事件で死亡していたと思われていた少女・パスが生きており、キューバ南端の米軍基地内で尋問されているという情報がビッグ・ボスのもとに飛び込んできた。この情報を聞いた少年・チコは単身で救出に乗り出したが、捕えられてしまう。チコから助けを求める無線を受けたビッグ・ボスは、パスとチコを救出するためキューバへ単身潜入を開始する。
スネークがキューバ南端の米軍基地・キャンプオメガに到着した頃、基地内ではスカルフェイス率いる特殊部隊・XOFが6機のヘリコプターに搭乗して飛び立っていた。豪雨の中を飛び去るヘリを見届けたビッグ・ボスは、同基地内の捕虜収容所の檻に閉じ込められていたチコと、ボイラー室で吊るされていた意識不明のパスを救出、ヘリでマザーベースへの帰還を試みる。
途中、チコがパスの腹部にVの字の縫い跡があるのを発見し、ビッグ・ボスは即座に人間爆弾の罠であることを悟った。ビッグ・ボスは自身とチコでパスの身体を押さえ、ヘリに搭乗していたメディックに爆弾を摘出させる。麻酔なしの手術であったため、機内ではパスが苦痛の声を上げるが、摘出は成功。そのまま爆弾はスネークの手によって海に落とされた。
マザーベースへの帰還を果たしたビッグ・ボス達であったが、そこは炎に包まれ崩壊寸前の戦場と化していた。機内から呆然とマザーベースの変わり果てた姿を眺めていたビッグ・ボスであったが、パイロットがXOFと交戦する国境なき軍隊の生き残りの隊員達と副司令官のカズヒラ・ミラーを発見すると、すぐに上空からの支援を開始、甲板に降りた後は数名のXOF隊員とヘリを排除するなどの戦果を上げる。眼前で隊員たちが射殺されていく光景により怒りに駆られ交戦を続けようとするも、手持ちの武器が弾切れを起こしたことと、ヘリに避難したミラーの声で冷静になったビッグ・ボスはやむを得ず撤退、崩壊していくマザーベースを為すすべもなく見届けるしかなかった。
ミラーは核査察が欺瞞であったことと突然の爆発が起きたことを語り、ビッグ・ボスはXOFに嵌められたことを悟る。マザーベースを失ったミラーは感情を爆発させ、メディックの観察を受けながら横たわっているパスに八つ当たりを始め、間もなく取り押さえられる。
その声に反応したかのようにパスは突然起き上がり、ヘリの扉に近づく。パスを責め続けるミラーをメディックが押さえ、ビッグ・ボスは体内の爆弾を心配するパスに摘出したことを伝え安心させようとするが、実は身体の中にまだもう一つの爆弾があることをパスは伝える。パスは自身をヘリから海へ身を投げ、爆発の被害がビッグ・ボス達に届かないようにした。しかし、飛び降りたタイミングで起こった爆発の衝撃は思いのほか強く、ヘリはコントロールを失ってしまい、そこにXOFのヘリが衝突。ヘリは大破し、爆発により重傷を負ったビッグ・ボスも意識を失う。

### THE PHANTOM PAIN
マザーベース壊滅後、ビッグ・ボスは対立するもビッグ・ボスの死を望まない、ゼロ少佐の計らいによってキプロスの英軍病院に運ばれていた。ゼロ少佐は、ビッグボスの安全のため、あの事件の際にヘリにスネークと同乗していたメディック（エイハブ）を影武者として身代わりにする計画を進めており、追体験によりメディック自身をビッグ・ボスだと思わせることに成功した。
マザーベース壊滅から9年後の1984年2月26日。病室で目を覚ましたメディックは、自分が昏睡状態のまま9年間も眠り続けていたことと左腕の喪失を知らされる。2週間後、覚醒したことが外部に漏れてしまい顔の形成手術を行う。そして手術から48時間後、3月11日。謎の女兵士が現れ、自分にエイハブと名乗るよう指示した医師と看護婦を殺害した後、彼の暗殺も試みる。覚醒したばかりでほとんど動くことが出来ない彼を救ったのは、顔に包帯を巻いたイシュメールと名乗る謎の男だった。女兵士はイシュメールの反撃によって炎に包まれたまま窓から転落し、イシュメールは満足に動けないエイハブを助け、的確な指導と行動の下に共に病院からの脱出を図る。病院は先述の女兵士の他に燃える男とそれを操る第三の子供と呼ばれる神出鬼没の少年、そしてXOFの襲撃を受けていた。患者や医者が虐殺されていく中、包囲網をくぐり抜け、救急車で病院から脱出したエイハブとイシュメールであったが、武装したヘリのミサイル攻撃を受け、車は横転する。
しばらく気を失っていたエイハブだったが、目を覚ますとイシュメールの姿は消えており、救急車の外に出た途端、武装ヘリに捕捉される。しかし、炎に包まれた鯨がヘリを飲み込むと、直後にペガサスやユニコーンにも似た燃える馬に乗った燃える男が再び現れる。
燃える男から逃れるエイハブを救ったのは、かつてヴァーチャスミッションおよびスネークイーター作戦を通して知り合い、ソ連のKGBに潜入していた三重スパイ（トリプルクロス）・オセロットだった。激しい追跡劇の末、エイハブとオセロットは燃える男を振り切る。
オセロットの口から、ミラーがアフガニスタンでソ連軍に拘束されていることが語られる。捕鯨船でキプロスから紅海を渡り、パキスタンに上陸した二人は陸路でアフガニスタンに到着。オセロットはミラーが監禁されている村の付近まで案内すると、エイハブに単身で救助に向かわせた。覚醒したスネークの救出をオセロットに依頼していたミラーは、ソ連軍に捕まった自分を単独で救出させることで、彼に伝説を取り戻させようとしていたのだ。
ミラーを救出し伝説の復活を世界に示すべく、エイハブはパニッシュド“ヴェノム”スネークとしてただ一人広大なアフガンの地へと単身潜入を開始する。ソ連軍の警備を掻い潜り、ミラーを発見したスネークだが、ミラーは視力、右腕、左足を失い変わり果てた姿になっていた。そんなミラーを担ぎ上げ、脱出を図るスネークを、髑髏部隊（スカルズ）と呼ばれる異形の者達で構成された部隊が襲う。スカルズの魔の手から何とか逃れた彼らは、新たに創設したマザーベースに降り立った。ミラーはこの9年間で国境なき軍隊に代わる傭兵組織として立ち上げたダイアモンド・ドッグズをスネークに託し、世界中の汚れ仕事を引き受けてビジネスを拡大し、かつて集めていた力を取り戻そうとする。
彼らの目的はただ1つ。9年前の国境なき軍隊を壊滅させ、自分達の全てを奪っていった組織・サイファーへの復讐だった。

## ゲームシステム
主人公ヴェノム・スネークを操作し、広大なフィールドに散在する拠点を捜索しながら、障害となる敵などの発見を避けつつ、様々なミッションをこなしていく。
ミッションは多岐にわたるが、その多くは目標となる特定の人物または兵器を排除または回収することが目的となる。

### 既存の機能と変更点

#### キャラクター操作
スネークは立ち、しゃがみ、匍匐の三姿勢で行動できる。立ち姿勢では新たにダッシュが追加。ダッシュは素早く移動が出来るが、敵に発見されやすい。匍匐移動は見つかりにくいが移動速度は遅い。また、マップの拡張に伴って、高い障害物にも登れるようになったり、今までのシリーズでは行えなかったジャンプアクションが追加された。壁のヒビに手をいれてよじ登るクラッククライミングやゴミ箱やトイレに隠れ、敵兵をしまうと言ったアクションが追加され潜入の幅が広がった。ジャンプは特定の場所でしか行えないものの、高いフェンスや建物の上に飛んでよじ登ったり、隣の建物へ飛び移ることが可能になった。
本作はローリングから緊急回避アクションへ変更され、飛び込んで回避しそのまま匍匐状態になることができるようになった。さらに『ファントムペイン』では一定の高さから緊急回避で飛び降りるとローリングで着地する動作が追加された。緊急回避は当たると敵兵を転ばせることができる。
音を立てずに近くの敵を気絶・無力化させるCQCは本作でも使用可能。これまでとは違い、どの武器を装備していてもCQCを使えるようになっている。また、新たなCQCアクションとしてカバー（壁張り付き）状態からのCQC投げ・拘束が追加された。
敵に気づかれないように接近して銃を構えることで敵をホールドアップ（降伏）させることが可能。尋問と同じ操作でホールドアップ中の対象を伏せさせる事も可能になった。立ち状態のホールドアップの場合は一定時間経つと敵兵の無力化が解けるが、伏せ状態なら他の敵兵に起こされなければ伏せたままになる。『グラウンド・ゼロズ』では、近くにいる敵兵士を呼ばせることもできた。しかし、プレイを重ねるにつれて出現してくる重装備の敵兵士は、立ち状態のホールドアップに対し反撃しようとする。これらに対してはCQCによってカウンターを行えば、そのまま気絶させることが出来る。
本作から、シリーズ恒例であった「壁叩き」動作が廃止された。その代わり空弾倉が無料無限となったほか、『ファントムペイン』では義手の動作音で敵を誘き寄せる機能が導入された。スネーク以外の戦闘班の兵士の場合は義手ではないため、指を鳴らして音を鳴らす動作になっている。

#### フルトン回収
前作『ピースウォーカー』と同様、本作『ファントムペイン』では、敵兵士や捕虜にフルトン回収装置を装着することでマザーベースへと回収し、仲間にすることができる。それだけでなく羊などの動物や、開発を進めることで敵が所有する車やコンテナ、対空機関砲などの固定武装もフルトン装置で回収することが可能となっている。後述するバディの離脱などもこのフルトン装置によって行われる。ただし本作では屋内や天候・対象の状態・周囲の敵の状況などによって、バルーンが障害物や敵兵によって撃ち落とされたり、回収対象が死亡していたり行方不明になるなどで失敗する場合がある。また、回収を試みる度にマザーベースの運用資金であるGMPを一定数消費するようになった。
ゲームが終盤まで進むと、従来のバルーンで飛ばすフルトン回収装置と違いワームホールを使用した回収装置が開発できるようになる。バルーンは障害物や天候に阻害されることがあるが、ワームホールは屋内や悪天候でも確実に回収される上に敵兵に撃ち落とされる心配もないが、フルトン回収装置よりも大きな音を発するためやや広い範囲の敵の注意を引いてしまう。
なお、未加工資源コンテナを回収する場合は、コンテナの上に乗ったまま回収装置を設置しそれに捕まることですぐにACCへ帰還することができる（FOBミッション、マザーベースでは不可能）。バルーン式のフルトン回収時は、C4を設置しておいた対象が上昇する瞬間にC4を起爆することで、回収は中断されるもののヘリコプターなどの空中の敵を攻撃することも可能である。

#### マザーベース・前線基地の運営
前作『ピースウォーカー』と同様、本作『ファントムペイン』でもマザーベースで武器やアイテムを開発する機能を提供している。本作『ファントムペイン』ではマザーベース内をゲームフィールドとして移動することが可能となり、ベース上の各プラットフォームで射撃訓練を行うことも可能。後述のiDROIDを使用し、ヘリでの移動中やミッション中でもマザーベースの運営アクセスを行うことが出来る。
また、マザーベースとは別に前線基地 (FOB) を構築することで、マザーベースの発展・資産の収入を支援・拡張することが可能である。ただしこの前線基地はオンライン上に公開されており、他のプレイヤーが前線基地に潜入し兵士や資材を奪いに行くことが可能 (FOB MISSION)。これに対し前線基地を構築したプレイヤーは、その基地において敵の襲撃に対する防衛システムの構築などを行ったり、あるいは自ら基地に出向く・またはフレンドプレイヤーを招聘して襲撃を受けた基地の防衛に携わる・襲撃を行ったプレイヤーが持つFOBへの逆襲を狙うなどで対抗することになる。

#### ライフゲージ・気力ゲージ等の表示の撤廃
本作は今までのシリーズとは異なり、表示される情報が削減され、武器の状態とマーキング物・敵の気配を示すマーカーに限定された。過去の作品に存在したプレイヤーのライフ・気力ゲージやカムフラージュ率・敵フェイズなどは表示されない。
ライフダメージを受けると画面にフィルム焼けのエフェクトがかかっていき、大ダメージを受け瀕死の状態になると画面が赤くなる。ライフは基本的にはダメージを受けずに一定時間やり過ごすことで自動回復が始まる形式になった。重傷を負うと、部位によってはライフの回復や武器の構え・ダッシュのいずれかができなくなるので、安全な場所に退避しアクションボタンで治療処置を行う必要がある。
敵がプレイヤーの音や姿に反応してこちらを確認しようとしている間は、敵のいる方向に白いマークが表示され、プレイヤーに対処を促す。

#### マーキング
前作『ピースウォーカー』のアイテム「双眼鏡」の機能であった、敵兵士や捕虜へのマーキング機能が強化された。敵兵士との距離や状態を知ることができる他、静止している状態の場合は壁越しの状態でもマークしている敵兵士の気配をシルエットとして視認することができる。さらに敵兵士だけでなく車両や対空機関砲、監視カメラなどをマーキングすることも可能となり、そのマーキングはミッション中永続する。後述のiDROIDのマップにも表示される。

#### 敵兵士の変化
今までのシリーズでは敵兵士の配置や巡回ルートがほぼ固定されていたが、本作では時間経過とともに敵兵士が車に乗って移動をする、昼夜毎に巡回する敵兵士が交代を行うなど、敵兵士の配置や巡回ルートが一定条件で変化する場合がある。
『ファントムペイン』では、一度潜入し物資を回収したことを敵が感知するなど、拠点の警備が厳重になる条件が追加されたり、麻酔銃やガス系のグレネードを多用していた場合、敵兵士がそれぞれヘルメット・ガスマスクを被っているなど、プレイヤーの取った手法に応じて対策を施すようになっている。後者のプレイヤーに対する対策はマザーベースでの戦闘班派遣ミッションをこなすことである程度抑止することも可能。
前作『ピースウォーカー』と同様、敵兵を尋問しても台詞は用意されておらず、怯えた声で統一され字幕のみの表現に留まっている。

#### 自由ダンボール
『ファントムペイン』では、今までのシリーズと同様にダンボールを使用して潜入することができるが、「自由ダンボール」と呼ばれるようにダンボール関連のアクションが大幅に拡充された。
ダンボール使用中にそのまま銃器やフルトン装置の使用が可能になった他、緊急回避ボタンと組み合わせることでダンボールを囮にして脱出したり、斜面を滑走したりといったことも可能である。また、様々な迷彩柄のダンボールを開発することが出来る他、ゲーム中に手に入れたポスターを貼り付けることも可能である。ポスターを貼り付けたダンボールには特殊効果が付与され、兵士の写真では遠くにいる敵兵士を敬礼させ、女性の写真・イラストでは敵兵士の気を引き付ける事が可能になる。

### 新機能

#### オープンワールド
今作のステージは一定のエリアで区切られることのないシームレスマップが採用され、攻略ルートの制限も撤廃された。特に『ファントムペイン』では広大なマップに複数の拠点・監視所が配置されている方式をとっており、用意されている2つのマップを探索しながら目標を見つけ出す必要がある。

#### 時間経過・天候変化
『ファントムペイン』では、昼間から夕方へ・夕方から夜へとリアルタイムに時間が経過し、時間経過とともに雨が降ったり、砂嵐が起こるなど天候が変化する。同じマップでも夜に比べると昼間は見通しがいいため発見されやすい、雨が降っていると足音に気付かれにくいが警戒時間が長い、砂嵐や霧は視認距離が短くなるといった違いがある。今までのシリーズとは異なり、無線通信時や装備変更時、またマップ閲覧・マザーベースアクセスなどのiDROID操作中にも時間が経過し続ける。特にiDROIDの操作はなるべく敵に発見されない位置を確保してから使うことが必要となる。

#### ファントムシガー
『ファントムペイン』では特殊な電子葉巻を吸って時間を潰し、ゲーム時間を早回しさせる「ファントムシガー」と呼ばれるアイテムが登場する。マーキングと併用することで、敵兵士の昼夜の動きなどを探ることができるようになっている。ただし、敵兵が近い状況内では基本的に使用不可能。また拘束された捕虜の奪還などのミッションには一定の期間制限があり、時間を進めすぎると捕虜が死亡してゲームオーバーとなるミッションもある。

#### バディシステム
『ファントムペイン』では特定のユニークキャラクターをパートナーとした「タクティカル・バディ」との連携行動が可能となっている。高速移動に役立てたり、また先に潜入させた仲間を介して敵の配置をマーキングする・援護攻撃などを行わせることが可能。バディ毎にはミッションによって変動する親密度が存在し、これが一定以上に増えることで指示できる行動などが増加していく。

#### 乗り物への乗車
本作では敵が乗車していた軍用車や装甲車を奪って運転することが可能。また、トラックの荷台に乗車して隠れながら目的の場所まで移動することもできる。一部の乗り物には捕虜や気絶または眠っている敵兵士を乗せて運転したり、まとめて回収することも可能。
『ファントムペイン』では車両の配送や、馬のバディを利用することができる。

#### iDROID
本作でスネークは情報端末「iDROID」を所持しており、ミッションの詳しい情報やマップの閲覧、味方ヘリコプターのランディングゾーンの指定、通信や入手したカセットテープの視聴・マザーベースへのアクセスなどはこれを介して行われるという設定である。従来はこれらの操作中はゲームが一時停止していたが、本作ではこれらはiDROIDの操作という扱いであり、その間もリアルタイムでゲームが進行する。
スマートフォンやタブレット端末からコンパニオンアプリを使用し、ゲームプレイと平行してiDROIDのマップ機能を利用することが可能である（詳細は後述）。iDROIDの音声はドナ・バークが担当。

#### リフレックスモード
本作でもスネークを発見した敵をすぐに無力化（殺害・CQCによる拘束・気絶）できた場合、戦闘態勢への移行を回避でき、通常モードの潜入行動を続行できる。加えて、非戦闘態勢中に敵に見つかるとゲームが一定時間だけスローモーションになり、武器を構えることで自動的に発見者に向き直る「リフレックスモード」と呼ばれる状態になる。
ミッション中はリフレックスモードを一度も発動させずにクリアすることでミッション評価にボーナス点が入る。またゲーム内の設定でリフレックスモードを発動させるか否かの設定があるので、従来と同様に緊張感のある潜入プレイを体験することも可能。一部ミッションなどの特定状況下においては、設定如何に関わらずリフレックスモードが一時的に強制発動されることがある。

#### ランキング・トライアルレコード
各ミッションのスコアはそれぞれランキングとして集計され、全世界のプレイヤーと競い合うことができる。
『グラウンド・ゼロズ』ではミッションの特定条件下でのクリアタイムや、ヘッドショットの最長距離や車両の片輪走行時間などがトライアルレコードとして記録される。

#### 初心者救済用アイテム
『ファントムペイン』では、ミッションを3回連続失敗すると「チキンキャップを装着するか？」と問われ、チキンキャップを装着すると敵兵がスネークを発見しても3回まで見逃してくれるようになる。チキンキャップを装着してもミッションを5回連続失敗した場合、「ひよっこキャップを装着するか？」と改めて問われ、ひよっこキャップを装着すると敵兵がスネークを認識できなくなるが、チキンキャップは評価Sは取れず、ひよっこキャップはスコアが0になる。一部のミッションは装着できない。

### メタルギアオンライン
『ファントムペイン』には、メタルギアソリッド4以来となる『オンライン』が付属している。

## 登場人物
※配役は日本語版/英語版の順。

### 主人公
ビッグ・ボス / パニッシュド "ヴェノム" スネーク / エイハブ
声 - 大塚明夫
「THE PHANTOM PAIN」の主人公で、傭兵集団ダイアモンド・ドッグズのボス。
「GROUND ZEROES」でスカルフェイス率いるXOFの襲撃に遭い、ヘリでの離脱中に起きた爆発の影響で9年間昏睡していた。左腕を失ったほか、黒い破片が右額に角のように刺さっており、脳にまで届いた破片による損傷で言語野の障害や発作的な色覚障害を始めとする様々な後遺症が残っている。
ビッグ・ボスの復活を察知したXOFによって入院していたキプロスの病院を襲撃されるが、イシュメールとオセロットの手助けを受け脱出に成功する。オセロットから依頼を受けてミラーを救出し、マザーベースを壊滅させたサイファーへ復讐を誓う。「地獄から戻ってきた鬼」として組織を拡大しながら、サイファーの目的を探る。オセロットから渡されたバイオニックアームと呼ばれるソ連製の義手を左腕としている。
主治医からは「エイハブ」と名乗るよう指示されており、ヘリの通信におけるコードネームとして使われている。
その素性はビッグ・ボス本人ではなく「GROUND ZEROES」に登場したメディック（衛生兵）。彼は人間爆弾にされてしまったパスが自身を犠牲にしても避けられなかった爆風から身を挺してビッグ・ボスを庇い、左腕を失うほか破片が体中に突き刺さって重傷を負ってビッグ・ボスと共に昏睡する。しかしゼロ少佐の指示によって昏睡中に睡眠学習によりビッグ・ボスの過去を追体験した事でビッグ・ボスの記憶と人格を持ち、整形手術で顔を変えることで自分をビッグ・ボスだと信じるファントム（影武者）へ変貌した。本来の素顔はゲーム冒頭でプレイヤーがアバターとして作成する顔である。
元々衛生兵にもかかわらず本物のビッグ・ボスと同様の実力を発揮するが、昏睡から回復したビッグ・ボスがメディックを影武者にするという提案を聞かされた際「あいつは隊員の中で最も優秀だった」と評するほどの素質と知識を持っており、ゼロ少佐も本物に次ぐ能力を持つと予想して彼を影武者として選んだという背景がある。本物のビッグ・ボスではないことについては所々に伏線が張られていた。
戦いの中、本物のビッグ・ボスから「もう一人のビッグ・ボス」であるというカセットテープのメッセージを聞いて真実を思い出す。だが、ビッグ・ボスへの忠誠心は変わらず、アウターヘブンを設立するなど、その生涯の終わりまで「もう一人のビッグ・ボス」として生き抜いた。
実は初代の『メタルギア』で武装要塞アウターヘブンを蜂起し、最終的にソリッド・スネークに討たれたビッグボスは彼である。
メディックのパスポートにはビッグ・ボスより3年早い1932年生まれであることが記載されているため、「GROUND ZEROES」の時点で42 - 43歳、「THE PHANTOM PAIN」の時点で51 - 52歳（月日はプレイヤーが設定）。
プレイスタイルによって彼の容姿に変化が起こり、敵兵を殺しすぎると頭の黒い破片が伸びて鋭角化、体全身が返り血を浴びた状態になる。
ビッグ・ボス / スネーク
声 - 大塚明夫
「GROUND ZEROES」の主人公で、国境なき軍隊の司令官。
隠密工作を主とした任務を遂行する潜入のエキスパート。FOX部隊の元隊員であり、BIGBOSSの称号を得た伝説の英雄。あらゆる武器を使いこなし、CQCを用いた体術にも優れる。
キューバ米軍基地（ブラックサイト）に捕えられているパスとチコを救出するも、ヘリでの離脱中に爆発と衝突に巻き込まれ重傷を負い、9年間昏睡する。これを最後に、彼が存在したという記録は国境なき軍隊もろとも抹消された。
この事件後に、プライベートフォース (PF) に所属する兵士達の中には「ビッグ・ボスは自らを犠牲にする事でサイファーの危険性を知らせてくれた」という間違った噂も流れている。そのため、国境なき軍隊をルーツやモデルとしたPFは力を持ちすぎてサイファーに狙われないように小さく分散し、「ビッグ・ボスのように核を持ちサイファーに対抗する」という目標を（形骸化して広告的になってはいるが）持つようになった。
ゼロ少佐が始めた「恐るべき子供たち計画」を嫌っており、計画で生み出されたソリッド・スネークとリキッド・スネークのことをオセロットが息子として扱った際は「あれは息子でも、まして俺自身でもない」として否定しつつも「普通に一人の人間として扱ってやれ」と言っていた。
イシュメール
「THE PHANTOM PAIN」に登場。XOFに襲撃されたキプロスの病院で強心剤が効かず体が思うように動かないエイハブを導く。顔中に包帯を巻いているため、その容貌は定かではない。車でエイハブと病院を脱出するが、逃走中に事故を起こしてエイハブは気絶し、彼が気がついた時にはイシュメールは消え去っていた。
その正体は本物のビッグ・ボス。彼はエイハブの目覚める数日前に覚醒しており、オセロットからメディックだった男（エイハブ）をファントムにする計画を進めていることを聞かされ、自由に動けないエイハブを守るように頼まれていた。
「THE PHANTOM PAIN」のエンディングムービーではその動向が明かされ、エイハブの意識が戻る前に車から脱出してオセロットと合流し、彼の手配したバイクに乗って去っていった。世界をファントムに任せ、愛国者達へ立ち向かうためにもう一つの世界で新しい国家（ザンジバーランド）を作るための力を蓄える事に専念する。

### ダイアモンド・ドッグズ
ベネディクト "カズヒラ" ミラー
声 - 杉田智和
ビッグ・ボスの相棒。通称カズ。国境なき軍隊およびダイアモンド・ドッグズ (DD) の副司令官。
「GROUND ZEROES」では国連によるマザーベース査察で身動きが取れないため、ビッグ・ボスにパスとチコの救出任務を頼む。
「THE PHANTOM PAIN」では、ビッグ・ボスが目覚めるまでにダイアモンド・ドッグズの基盤を立ち上げていたが、ビッグ・ボスが覚醒する直前にアフガニスタンで拘束されていた。「GROUND ZEROES」のラストでのヘリの墜落により右腕と左脚を失い、「THE PHANTOM PAIN」中盤以降は視力も衰えている。スネークによる救出後は9年前の国境なき軍隊壊滅とその隊員たちを失った怒りと悲しみ、そして失った身体の痛みを忘れないため、あえて義手義足を使わず杖を突いて活動している。
多くの仲間達を失ったことに対する怒りと恨み、かつて自分もサイファーを利用していた立場だったことへの自責の念もあって、前作の明るさはなりを潜めており非常に疑ぐり深く非情な性格になっている（子犬を見つけてはしゃぐなど、そういう面が全く無くなったわけではない）。特に国境なき軍隊壊滅の原因を招いた疑いのあったヒューイや元XOFのクワイエットに対しては、ことさらに冷淡にかつ最初から疑って接する。
「GROUND ZEROES」のラストでのヘリの爆発後に運び込まれた病院で、メディックの頭部に金属片（あるいはパスの骨の破片）が刺さっている事を聞かされていた為、実は最初からヴェノムが影武者である事は知っていた。そしてその後にビッグ・ボスの本当の計画や目的を知ったことで、ミラーは「自分はビッグ・ボスに見捨てられた」と判断し、最終的にはビッグ・ボスと袂を分かってヴェノムや「子供達」と共にいずれビッグ・ボスを討つことを語っている。
作中のカセットテープで語られる「カズヒラ・ミラーのハンバーガー」では、コード・トーカーの為にハンバーガーを作り、改良を重ねていく。その真の目的は自分のへそくりで作ったハンバーガーショップ「バーガー・ミラーズ」の新商品開発。最終的に究極のハンバーガーを作り出した彼は、ハンバーガーで世界を平和にする事を思い付くのであった。
リボルバー "シャラシャーシカ" オセロット
声 - 三上哲
バーチャスミッションおよびスネークイーター作戦の関係者。ビッグ・ボスに心酔しており、特別な感情を抱いている。
「THE PHANTOM PAIN」ではアフガニスタンで拘束されているミラーの救出任務をスネークに依頼する。ビッグ・ボスの相棒であるミラーが立ち上げていたダイヤモンド・ドッグズに合流した。ビッグ・ボスと同じくサイファー（愛国者達）の創始者。
ビッグ・ボスがヘリの爆発に巻き込まれた際に、ゼロと一時的な協力関係を結ぶ。そして、ゼロからビッグ・ボスのファントムであるヴェノム・スネークの扱いを一任された。ヴェノムには過去作で敵として登場したときと同じタメ口で話すが、ビッグ・ボスやゼロには敬語を使っている。
ロシア語と英語に加えてフランス語・スペイン語・ドイツ語・イタリア語・ポルトガル語も使いこなせる。
本作でも2丁のリボルバーを所持しているが、本作に登場する銃器は全て架空のモデルとなっており、オセロットもこれまで使用していたシングルアクション・アーミーではなく、マテバ 2006Mに似た「TORNADO-6」を使用している（小説版ではシングルアクション・アーミーとなっている）。
FOBミッションにてプレイヤーキャラクターとして使用可能。使用中は無線にオセロットが登場しなくなる。
"ヒューイ" エメリッヒ
声 - 田中秀幸
ピースウォーカー事件に関与していた科学者で、ハル・エメリッヒ（オタコン）の父親。『MGSV』においても、両作品中で引き起こされた多くの事件に深く関与している。足が不自由なため自立歩行ユニットを脚に装着して歩行をしている。
ミラーによれば、「GROUND ZEROES」の時期にスカルフェイスから脅迫を受け、保身から自分とストレンジラブの安全を確保する事を条件にIAEAの査察を独断で承諾する事でXOFの襲撃を手引し、国境なき軍隊壊滅の原因を作ったとされている。(ただし、スカルフェイスから脅迫されたという明確な描写は作中にはない)以後9年間、スカルフェイスの監視下で二足歩行兵器の研究開発を行う。
「THE PHANTOM PAIN」ではメタルギア・サヘラントロプスを開発するが、直立二足歩行の実現に難色を示されて取り上げられそうになり彼自身の立場も危うくなる。そこでダイヤモンド・ドッグスに亡命を要請し、ヴェノムによりダイアモンド・ドッグズのマザーベースに保護される。裏切りの疑惑をかけられて軟禁されながらも、兵器開発スタッフとして協力する。しかし、裏切りの容疑があったためにダイヤモンド・ドッグスでの待遇は非常に悪かった。その後、彼の行動が原因となり変異型声帯虫が発生。ヴェノムの活躍により変異型声帯虫は死滅したものの、彼の存在と裏切りの容疑がマザーベース内で広まり、裁判が決行されることとなった。裁判の結果は有罪であり、ミラーや多くのDDスタッフは死罪を望んでいたものの、ヴェノムの判断でマザーベースを追放されるのみにとどまる。
スカルフェイスの下にいる間にストレンジラブと結婚して生まれた息子がハルである。だが、そのハルを二足歩行兵器の実験台に利用した事でストレンジラブと確執が生まれ、彼女にハルから引き離されたことで逆上。彼女をAIポッドに閉じ込めて結果的に殺害してしまったとされる。
スカルフェイスには「貴様のような腐った男と一緒にされたくはない」「いずれ仲間達から罰を受けろ」と吐き捨てられるなど、どこまでも自己保身しか頭にない人物に成り果てているが、一方で実際に彼がどこまで故意にマザーベースを裏切って暗躍していたのかは不明瞭な部分も多く、作中では明確な証拠は一切提示されていない。しかし、いずれにせよ彼の勝手な行動が原因で様々な悲劇が起きたことは間違いないにもかかわらず、作中では一貫して自分の責任からは逃げようとしており、自己正当化の言い訳や他人への責任転嫁ばかりを行なっている。また、サヘラントロプスの隠し場所やメタリック・アーキアの正体や声帯虫のことなど、スカルフェイスの計画の根幹に関わる最重要な情報も最初から知っていたにもかかわらず秘匿していたため、自身の無実を主張しようにもあまりにも信用を損ない過ぎていた。さらに声帯虫の変異に関しては、ヒューイが無実だと整合性が取れなくなる点も、ヒューイを黒くしてしまっている。
そもそも彼自身も「その時々で自衛の為の嘘をつきすぎた事で、自分でも自分の事を正しく理解できなくなっている」節があり、そのことをオセロットから指摘されている。その言動と行動の乖離から解離性精神障害を患っている可能性も作中で示唆されている。
クワイエット
モデル・声・モーション - ステファニー・ヨーステン
言葉を発しない女性狙撃手。ゲームが進行するとタクティカル・バディとして使うことができる。様々な特殊能力の持ち主。両眼を利き目にすることが可能であり、観測手を必要としない。相手に報復心を抱くと顔に隈取のような黒い染みが現れる。
アブ・シャファフ遺跡にてスネークと戦闘するも敗北。XOFの特殊部隊スカルズと同じ能力を持つためミラーからは信用されていないが、オセロットには貴重な情報源や重大な戦力として期待されている（オセロット自身も個人的に彼女にシンパシーを抱いていた模様）。
彼女の素性はキプロスの病院内でエイハブ（後のヴェノム）を襲撃し、看護師と担当医師を殺害したXOFの女性兵士。この際イシュメールによってエタノールを浴びせられて着火されたことで全身や呼吸器にまで重度の火傷を負うが、パラサイトセラピーによって蘇生したことでスカルズのような特殊能力を身に付けた。その為、呼吸は肺呼吸ではなく皮膚呼吸のみである。スカルフェイスの「第三の英語株」を喉に宿しており、本来はスネーク殺害計画が失敗した場合の英語株の運び屋（ベクター）の役割を持って送り込まれていた。しかしヴェノムに魅了されダイヤモンド・ドッグズのメンバーに仲間意識を抱き始めた事で、ダイアモンド・ドッグズに残るため英語を話さなかった。
ヒューイが声帯虫の突然変異を誘発したことをきっかけに、決意を挫かれ失踪する。ソ連軍に捕まり、ヴェノムと協力して脱出したものの、毒蛇に噛まれたヴェノムの所へ、砂嵐越しにヘリを誘導するためにやむを得ず英語を話し、その後ダイアモンド・ドッグスへは戻らなかった。
アップデートによってバディとしての復帰は可能になったが、ストーリー上はその行方は知れないままである。小説版では英語を話したことで体外に出ようとする声帯虫を滅するため、自ら燃料をかぶって焼身自殺したことになっている。
FOBミッションにてプレイヤーキャラクターとして使用可能。近接格闘は蹴りの二連撃で、回避はスライディングとなっており、ダッシュ速度もサイボーグ忍者並みに速い。さらに、動かずにじっとしていると透明化し、敵兵に見つかりにくくなる。だが言葉を使った動作が行えないため尋問は不可能で（倒れた相手へのホールドアップによる無力化は可能）、首絞めも行えず、見つかっていない状態でのCQCは蹴りによる気絶となる。
コードトーカー / ナバホの老人
声 - 阪脩
スカルフェイスの命令で、寄生虫の生物兵器利用を研究していた高齢な研究者。マザーベースに蔓延した声帯虫による伝染病を救える唯一の存在であり、ヴェノムに協力する。フルトン回収では老体に無理が生じるため、直接ヘリまでその身を運ばなければいけないキャラの一人となっている。
出身のナバホ族の住む土地がウラン採掘により汚染された為、放射線を食うメタリックアーキアの研究を進めるべくスカルフェイスに協力していたが、後に部族を人質に取られて止む無く声帯虫の研究もさせられる。ヒューイとは異なり、自分が行ってきた残酷な研究に明確な後悔の念や責任感を抱き、それを自ら償おうとしている。ヴェノムとの約定もあって、声帯虫や寄生虫生物兵器への対策で全面的に協力してくれる。研究過程でパラサイトセラピーを自分にも施しており、スカルフェイス同様死んでも虫によって生き続ける体になっているため、人間として死を迎えた時は自分も火葬によって虫ごと消滅させるようヴェノムに願った。
コブラ部隊のジ・エンドの死体（正しくは爆散した肉体の破片）を研究して得たパラサイトセラピーの効果で光合成能力を持っているため、食事を必要としない身体となっている。カセットテープによるとコブラ部隊の隊員の特殊能力の多くもまた寄生虫による物であり、ジ・エンド以外の寄生虫も住まわせたいと考えていたが、結局それは叶わなかった。食事そのものは可能で、特に過去に食べたハンバーガーが好物。そのことでミラーと皮肉混じりの談義をしていた結果、スパイや裏切り者に敏感になり疑り深い性格となっていたミラーとも早期に信頼関係を築いた。しかし一方ではヴェノムに対して「カズヒラに気をつけろ」という、その後の未来を予見したような警告をしている。
ダイアモンド・ドッグ
ヴェノムがアフガニスタンでの潜入中に拾った、右眼を負傷した子犬。通称「D.D」。
マザーベースに回収された後はオセロットによって育てられ、右眼にアイパッチを付けた成犬に成長した後にタクティカル・バディとして使うことができる。
犬種は不明だが、オセロットの見立てでは狼の血を引いたウルフドッグ、ヒューイは狼として見ている。
アフガンにいるソ連兵の噂話を聞くと、ちょうど基地に赴任していたライコフが世話をしていた狼のような犬が出産、出産時に親犬は死んでしまったが子犬の行方が知れなくなったとの話を聞けるため、D.Dはその子犬の可能性が示唆されている。
ヒデオ
モデル・声 - 小島秀夫
「GROUND ZEROES」では、国境なき軍隊の隊員としてSIDE OPS「諜報員奪還」にて、キューバ米軍基地キャンプ・オメガに潜入。重要情報としてカセットテープを入手し、スネークに救助要請を行った。クリアする事で小島秀夫本人役の隊員がタイトル画面に登場するようになる。
「THE PHANTOM PAIN」では、SIDE OPS「最重要人物」で拘束されている。「GROUND ZEROES」で救助を達成していれば、データ引き継ぎ特典として対象SIDE OPSの出現が早まる。
なお、『ピースウォーカー』でも同様に「HIDEO」という名の兵士として小島を仲間にすることができた。

### XOF
スカルフェイス
声 - 土師孝也
「XOF」を指揮する男。レバーアクションライフルを使用し、黒いスーツ・アイマスク・帽子を纏っているが、その素顔は白く焼け爛れて髑髏のようになっている。相手の弱みに付け込んだ尋問や拷問を得意としており、これによりパス、チコ、コードトーカーはスカルフェイスに反抗心を抱きながらも、彼の思い通りの行動をせざるを得ない状況に追い込まれた。
出身地は北トランシルヴァニア。祖国がソ連に併合される前、家族と共に工場で働いていたところを空襲で焼け出され、炎上した菜種油を浴びて全身の皮膚を失った。
幾度も他国に侵略され、その度に違う言語に支配されたため、本来の母語やその土台は完全に失われてしまっている。この経験から「人間の精神・記憶・人種は言語によって規定される」などの思想を持つようになり、情報統制と環境管理型権力を持って人種・民族・国境の融合によって世界を一つにしようとするゼロや、国家に帰属せず何者の管理も受けない兵士たちのための楽園を作り上げようとするビッグ・ボスの行為を間違っていると糾弾し、自分こそがザ・ボスの思想の理解者だと自負する。特に「世界はありのままでいい」という部分に限っては、実際にビッグ・ボスやゼロの解釈よりもザ・ボスの思想に近いものだった。
ソ連の支配に対する民衆の決起であるハンガリー動乱の際、ソビエトのスパイ狩りに便乗して大戦中にハンガリーを拠点に活動していた諜報員・軍関係者・現地の兵士などを寄生虫で暗殺。その後は西側に亡命してゼロと合流する。
かつてはゼロの副官 (eXecutive OFficer）として、CIAやザ・ボスも関知しないFOXの裏打ちとなる非正規特殊部隊「XOF」を率いた。FOXの栄光に隠れる形でスネークの補佐を務めてきたと言い、スネークイーター作戦に失敗した場合はスカルフェイスが作戦を完遂することになっていた。このため、スネークはスカルフェイスと面識がなかった。ゼロは「XO」と呼ぶこともあった。
スカルフェイスはゼロを恩人と思っていたが、「賢者の遺産」の使い道について、ゼロから「SOPシステム」や「愛国者達」の構想を聞かされ、それがスカルフェイスが最も憎む「言葉」を他人に植え付けて支配する思想だったことにより、ゼロから離反した。
ゼロやサイファーの同意なく独断でXOFを率いて国境なき軍隊を襲撃・壊滅させ、なおかつビッグ・ボスにも重傷を負わせたためゼロの怒りを買い、アフリカへ左遷される。だがそこで自身を生かしているパラサイトセラピーに再会し、研究を重ねることで声帯虫を生み出した。厳密には声帯虫はもっと昔からあったが、言葉への反応などに不安定さがあり、スカルフェイスの望む民族解放に使えるような状況ではなかった。またザ・ボスの遺品の贋作に寄生虫を利用した罠を仕掛け、ゼロを襲撃。共通言語として少数民族の言葉を脅かす英語を声帯虫（本人はこの英語株を「民族解放虫」とも呼んでいる）で滅ぼし、メタルギア・サヘラントロプスによるプロモーションの後に、自らメタリックアーキアを利用して、警戒されることのないイエローケーキや微量のウランを含む鉱石、廃棄物である劣化ウランから安価・短時間で作り出した核を世界各国に密売する事で、相互核抑止による世界平和を実現させるという計画を立てていた。実際にはスカルフェイスによってメタリックアーキアを用いたプロテクトがかけられており、都合の悪い核攻撃は停止できるようにされている。そういった「世界を報復で一つにする」危険な手段によって、絶滅していく言葉・文化・民族を救おうと画策する。
しかし、サヘラントロプスを動かしている第三の子供がスカルフェイスからイーライの報復心に乗り移ってしまったため、計画は潰える。サヘラントロプスが倒した鉄骨に押し潰されて重傷を負い、スネークによって声帯虫のサンプルを破壊され、スネークとカズの復讐として自分達が失ったのと同じ手足を自身のライフルで潰されてそのまま放置される。しかし、最後はヒューイによってトドメを刺される。
カセットテープに収録されたコードトーカーの証言によると、スカルフェイスは寄生虫による治療＝パラサイトセラピーを受けてこれまで生きながらえており、ヒューイに引導を渡された時点でも寄生虫によって細胞を生かされ続け肉体的には死んでいなかった。その肉体を寄生虫ごと火葬されることにより完全に絶命したという。
"スカルズ" パラサイトユニット
XOFの特殊強化部隊。「覆い尽くすもの」と呼ばれる寄生虫により高い身体能力や特殊能力を持つ。男性個体と女性個体が存在する。いずれもスキンヘッドで、高速で移動しターゲットを強襲する。
言葉を発することは一切なく、自我を持っているかどうかは不明だが、ターゲットを襲撃する際には必ず4人組で登場し、他の個体と連携をとって攻撃する。スナイパースカルズはゼロリスク・セキュリティの兵士から「森林の部隊」と呼ばれ、一時的に味方をしている場面がある。
用いられている寄生虫には「MIST」（霧を発生させる能力）「CAMO」（ステルス迷彩と同様、自らを透明化する能力）「ARMOR」（身体を岩石のように硬化させ、一切のダメージを無効化する能力）の三種類が存在する。また、一部の強固個体は爆発性の岩石を地中から自在に発生させる能力を持ち、浮遊させ吹き飛ばす能力も併せ持つ。CAMO型のスカルズは唯一の女性形で、クワイエットと同様にスナイパーライフルを用いてプレイヤーを狙撃してくる。肉体を金属化する部隊もおり武装も様々だが、大型のマチェットはスカルズに共通する装備になっている。
MISTとARMORは、4人組の部隊を全滅させると起き上がり、高速で逃走してしまう。

### グラウンド・ゼロズの登場人物
"パス・オルテガ・アンドラーデ" / パシフィカ・オーシャン
声 - 水樹奈々
アメリカの非政府諜報機関「CIPHER（サイファー）」のスパイ。ゼロとの会話テープ中で”パシフィカ・オーシャン”と名前を呼ばれている。ピースウォーカー事件後に消息を絶っていたが、「GROUND ZEROES」にてキューバ南端にある米軍の収容キャンプの捕虜として生存していることが判明した。二重スパイの嫌疑をかけられ尋問を受けており、拘束された際に髪を切られていたため、スネークらと出会った頃の面影は無くなっている。拷問によってゼロの居場所を言った後は、スカルフェイスにより内臓の一部を取り除かれ（スネークが救出に来るまで生存できる程度には残された）、爆弾を埋め込まれてトラップとして利用される。スネークに救出されて爆弾は除去されたが、仕掛けられていたもう1つの爆弾が洋上で爆発した。
「THE PHANTOM PAIN」にも登場。医療プラットフォームの一室に記憶喪失のまま匿われており、爆弾は2つとも除去、海上に落ちて生存したとされ、ヘリの墜落はXOFからのロケット攻撃で僚機に激突したせいだとされた。
だがそれは、もう一つの爆弾を見落とした事に罪を感じていたヴェノム（メディック）が脳障害の後遺症で見た幻視だった。
実際にヴェノムが訪れていたのは建設中の無人のプラットフォームであり、パスがいたはずの部屋はまだ床が仮設置されただけの状態で、人が住めるようなものではなかった。この幻視にはパスしか知りえない情報が含まれていたが、9年間のビッグ・ボスの「人生の追体験」の際に、ヴェノムの体内に残ったパスの骨のかけらによって一種の記憶転移が起きた可能性が考えられる。
一連のイベントの最後に入手するテープは、明らかにビッグ・ボスのファントムであるヴェノムに向けられた内容だった。
ヴェノムだけでなく、DDのメンバーには彼女を覚えている旧マザーベーススタッフも多く、ゲームが進むと彼女のアニメキャラ風ポスターがマザーベースに貼られるようになる。また、サイドオプス『惨劇の生存者』で正気を失って放浪しているメンバーの近くで『恋の抑止力』や『パスの口笛』を外部スピーカーで流すと、敵対せずにこちらに向かってくる。
"チコ" / リカルド・バレンシアノ・リブレ
声 - 井上喜久子
サンディニスタ民族解放戦線 (FSLN) に姉のアマンダとともに所属し、スネークが率いる国境なき軍隊にも志願している少年兵。
好意を寄せているパスがキューバで捕らえられたことを聞くと、スネークが核査察への準備に追われすぐに動けないのを「パスを見捨てた」と判断し、アマンダの元へ送還される途中で勝手に単独潜入と救出を試みるが、逆に捕らえられスネークに救助要請の無線を入れる。胸にイヤホンジャックのような物が取り付けられているが、それが何なのかは明言されていない。
「GROUND ZEROES」でスネークがキャンプにたどり着いた頃には、既に拷問によってマザーベースの場所を白状した後だった。「THE PHANTOM PAIN」では、カセットテープで9年前の襲撃時にヘリの爆発で死亡していたことが判明した。
目と指
SIDE OPS「帰還兵排除」における目標（ターゲット）。ラオスでの戦闘後に引退した2人のアメリカ海兵隊観測手と狙撃手。
黒人観測手の「目」（声 - 広田みのる）と白人狙撃手の「指」（声 - 高口公介）で構成されている。
米軍撤退とともに引退し、出身地であるキャンプ・オメガに視察と称したバカンスとして出戻っている。
引退したとはいえ、彼らの生存は東側諸国にとっては脅威であるため、スネークに2人の排除を依頼する。
日本語版では「指」は「目」に対して敬語を使っている。
「GROUND ZEROES」においてこの2人を生きたまま回収してSIDE OPSをクリアすると、クリア後に彼らに関する真実を知ることができる。この条件を満たして「THE PHANTOM PAIN」にデータを引き継ぐことで、マザーベースのスタッフとして再登場する。
潜入調査員
声 - 坂巻学
SIDE OPS「機密情報回収」に登場する、キャンプ・オメガに関する情報を調査している潜入調査員。
キャンプ・オメガに関する情報を入手するため、スネークは依頼主からこの調査員に接触するよう依頼される。
囚人番号12282
声 - 広田みのる
SIDE OPS「対空機関砲破壊」に登場する捕虜。
MSFの潜入工作員として潜入していたが、捕らえられてしまい捕虜としてキャンプ・オメガのどこかに収監されてしまう。
彼を救出することでキャンプ・オメガの真実を知ることができる。
雷電
別の世界から来たサイボーグで、「GROUND ZEROES」の特別ミッション「ジャメヴ・ミッション」の主人公。
米軍兵士を殺してすり替わったスナッチャーを倒すため、キューバ米軍基地に潜入する。ミッションの報酬としてXOFの部隊章を要求している。
本作では刀ではなく、銃火器を使用している。またホールドアップ時などの音声は雷電役の堀内賢雄ではなく、スネークの音声を合成したものを使用している。
「THE PHANTOM PAIN」では、ある条件を満たすと入手出来るスーツとしてその外見が登場。声は変化しない。車両程ではないが、同じスーツであるサイボーグ忍者を越える圧倒的な速度で走ることが可能。
両作に共通する特殊能力として、ダッシュ状態が「ニンジャラン」となり、敵に触れると転ばせる事ができる他、落下ダメージを受けなくなる。さらにTPPでは睡眠中の敵を踏むことでスタンに変化する。Ver1.02以降でFOBミッションでも使用可能になる。

### ファントムペインの登場人物
ストレンジラブ
声 - 菊地由美
「GROUND ZEROES」ではIAEAの査察前にマザーベースを出て行方不明となっていたが、「THE PHANTOM PAIN」では故人。「THE PHANTOM PAIN」のカセットテープにのみ登場する。
「GROUND ZEROES」から「THE PHANTOM PAIN」の間に、ゼロの要求からアマンダに接触してAIポッドをニカラグア湖から回収し、AIポッドの技術を使い愛国者達のAI開発に参加した。その後はスカルフェイスの要求で夫のヒューイと共にソ連の二足歩行兵器の開発でAI開発を行っていた。ヒューイがハルをサヘラントロプスに乗せて実験台にしたことに反発してハルを隠したため、逆上したヒューイによってAIポッドに押し込められて衰弱死した（ただし、最終的には彼女自身も自らの死を受け入れた模様）。この時にAIポッドに残した遺言が録音されて残されていた。
劇中では、ヒューイの研究施設にあったAIポッド（ママルポッドの機能を引き継いだレプタイルポッド）をマザーベースに回収した際に、ポッドの中から遺体となって発見された。マザーベースで司法解剖を行った結果、下腹部を一度開腹して縫った跡が見つかり、殺害される4年ほど前に帝王切開でハル・エメリッヒ（オタコン）を出産している事が判明した。
"ホワイトマンバ" / イーライ
声 - 本城雄太郎
金髪碧眼の少年。着ている服には英語で「NEVER BE GAMEOVER」、漢字で「液体人間」という文字が書かれ、眼帯をした豚が描かれている。
メンバーが全て子供で構成された武装集団を率いる。のちのリキッド・スネークであり、父親に執着した言動を取る。
何度か大人に抵抗し、オセロットやヴェノムに取り押さえられていた。その後はマザーベースで少年兵と共に反乱を起こし、ヒューイの協力を得て修理したサヘラントロプスを第三の子供の力を使って起動し、少年兵達の奪ったヘリと共にどこかへ飛び去った。
モスキート（mosquito）
本編ストーリー進行中に突如発生するマザーベース襲撃ミッション「Episode22 プラットフォーム奪還」にて登場する敵指揮官。アーマーの背中に「MOSQUITO!!」と書いてあるのが特徴。
数名のスタッフを人質に取り、マザーベースのプラットフォームを自身の部隊を率いて占拠する。プレイの仕方によっては殺害することも可能だが、その正体は９年前の「国境なき軍隊」の生き残りであり、「GROUND ZEROES」では、マザーベース襲撃の際にも隊員として登場しており、ビッグ・ボスとミラーをヘリへ退避させることに成功している。なんとか襲撃を生き延びたものの、ミラー達とは逸れてしまいIMF査察団を装ったXOFによる残党狩りに怯える日々を送り、やがて「襲撃はビッグ・ボスの自作自演で、サイファーの目をくらますため仲間を裏切った」と考え、報復を決意する。尋問をすると特殊な台詞があるほか、フルトン回収することで仲間にすることもできる。FOBイベントの「モスキートの残影」は、再起しようとしている彼の部隊の残党を制圧するイベントである。
第三の子供 (Tretij Rebenok)
ガスマスクを被った少年。サイコキネシスやテレポートなど様々な超能力を使い、スネークの前に現れる。カズとオセロットは“宙に浮いた少年”と呼称している。
近くにいる人間の脳から微弱な電気信号として発せられる、怒りや憎しみといった感情の影響を受けやすく、「報復心」を持った者に寄生する。寄生している最中は自分の意識はほとんどなく、操られているような状態。
その能力を覚醒させたのは、昏睡から目覚めた直後のビッグ・ボスの怒りの感情。その後は研究施設に運び込まれた際に燃える男の報復心に反応し、共に病院を襲撃した。次にヴェノムの報復心に反応（ヴェノムを撃とうとしたXOFのヘリを巨大なクジラに飲み込ませた）し、その後はスカルフェイスの強大な報復心によって燃える男共々コントロールされ、サヘラントロプスを動かすために利用されていた。スカルフェイスは燃える男とヴェノムを戦わせようとしたが、少年はヘリに忍び込みその場に居合わせたイーライの更に強大な報復心に反応し、さらにイーライが自分と同じ子供だったこともあって共生の対象として自らの意思でイーライの仲間となって、スカルフェイスや燃える男から離れた。誰の感情に反応していたかは、少年の服の袖が燃えていたり角が生えていたりと、対象の人物の特徴が現れることで判断できる。
その正体はシャドー・モセス島事件でソリッド・スネークと対決したサイコ・マンティスだった事が、本編ノベライズ『メタルギアソリッド サブスタンスI』で明かされている。小説では『メタルギアソリッド』でのマンティスの経歴は一部偽装されていたものだった事になっている。
一方でノベライズ版では両親が死んだ経緯などの一部設定が変更されており、キプロスの上空でビッグ・ボスの報復心に感応して飛行機事故を起こした際に両親は死んだという設定になっている。また、この時から他人の強い思念や感情に精神や力が影響を受ける体質になった模様。
ノベライズではテレポートと浮遊能力は幻覚であるとソリッド・スネークは考察している（実際に炎のクジラや馬などは幻覚であるが劇中ではサヘラントロプスを宙に浮かしているので、全てが幻覚とは断定できない。あくまで超能力を信じようとしないソリッド・スネーク個人の見解である）。
燃える男
スネークが目覚めた病院を襲撃した謎の男。その後も度々現れスネークを襲う。
炎を自在に操る高い戦闘能力と驚異的な不死性を持つが、常に炎に包まれているためか水に弱く、雨やスプリンクラーを被るとしばらく足が止まり、池などに落ちると一時的とはいえ姿を消す。
その正体は、スネークイーター作戦でビッグ・ボスと対決したヴォルギン大佐（エヴゲニー・ボリソヴィッチ・ヴォルギン）。シャゴホッドと共に燃え尽きたと思われたが、かろうじて一命を取り留めており、モスクワの研究所に搬送されていた。意識は戻らないままにその特異体質を調べられていたが、体に残った「報復心」に第三の子供が反応し「燃える男」として覚醒。施設を全焼させスネークへの「報復心」で行動を開始する。これが一因となり、隠匿されていたビッグ・ボスとヴェノムの居場所がスカルフェイスに知られることになる。
第三の子供が消えた後に遺体は保管されていたが、やってきたヴェノムに反応して再び一時的に覚醒する。しかしヴェノムの目が緑色であることから彼が本物のビッグ・ボスでは無いと気づき、再び遺体に戻った。回収された遺体はマザーベースの隔離棟に運ばれた。
ゼロ / デイビッド・オウ
声 - 銀河万丈
本編終了後に入手できるテープにのみ登場。元特殊部隊FOX指揮官でありサイファーの創始者。「恐るべき子供達計画」後に体を悪くし姿を隠していたが、スカルフェイスから送られた寄生虫によってさらに脳へ障害を負うことになる。その後、スネークが入院していたキプロスの病院へ見舞いに行った所を最後に消息が途絶える。
ガンズ・オブ・ザ・パトリオット事件後のビッグ・ボスは「互いに憎み合っていた」としていたが、ゼロ本人は「恐るべき子供達計画」でビッグ・ボスとの関係が拗れ2度と元の関係に戻れないと悟りつつも、ビッグ・ボスが昏睡状態から覚醒することを信じていたなど、信頼や友情を捨ててはいなかった。
グラウンド・ゼロズ事件は、ゼロの意思ではなく完全にスカルフェイスの独断によるものであり、この件にはゼロ自身も憤っていた。ゼロはこの事態を受けてビッグ・ボスのファントムを用意することを自ら発案し、オセロットとミラーにはビッグ・ボスが目覚めた時のための準備を依頼していた。
EVA
本編終了後に入手できるテープにて名前だけで登場。かつてスネークイーター作戦でビッグ・ボスをサポートした女性工作員で、ビッグ・ボスやオセロット、そしてゼロとともにサイファーを創設したメンバーの一人。今回はゼロからグラウンド・ゼロズ事件の出来事を聞き、キプロスの病院へ意識不明のビッグ・ボスを運ぶ誘導を担当した。
小説版ではイーライの養育をしていたことが明かされており、彼女に出生の秘密を明かされたことがイーライの失踪の原因となったことが判明した。
パラメディック（クラーク博士）
本編には直接登場しないものの、ヒューイのテープやヒューイとコードトーカーの会話テープなどでその動向がうかがえる。
本作の前にATGC社に移っており、そこで寄生虫の研究を始めて声帯虫を生み出した生みの親である。そしてその研究資料やサンプルを全てコードトーカーに委託し、彼の自宅の洋館で管理していた。しかしスカルフェイスによって資料は奪われ、コードトーカーはヴェノム達の元に行った為に研究は中断しており、スカルフェイスの死後は彼の洋館に資料を手に入れるべくXOFを送ったようだが、これもヴェノムによって失敗している。
ヒューイとは元々裏で繋がっていたことが明かされおり、作中でも世界で唯一声帯虫のサンプルが存在するマザーベースを狙ってヒューイとATGC社を介してコンタクトを取っていた。
シギント（ドナルド・アンダーソン）
直接作中には登場しないものの、ヒューイのテープやゼロのテープなどの会話でその様子を知ることができる。
既にDARPAでもかなり上の立場になっており、ストレンジラブを使ってA.I研究を進めていた。彼女が何らかの事故（トラブル）で主任を辞めた後も研究を続けており、後の「愛国者達」の代理A.Iを完成させて、寄生虫で脳に障害を負って姿をくらましたゼロに代わってA.Iを統括する立場になる。A.Iをゼロの意思を反映した「規範」で動かし、世界をその上で反復させるというシステムを考案した。

## 使用楽曲

### 劇伴
- Here's To You / ジョーン・バエズ
- Sins of the Father / ドナ・バーク[33]
- The Man Who Sold the World / ミッジ・ユーロ
- Quiet's theme / ステファニー・ヨーステン

### カセットテープ
- ヴァルキューレの騎行 / リヒャルト・ワーグナー
- 恋の抑止力 / 水樹奈々
- Heavens Divide / ドナ・バーク
- テイク・オン・ミー / a-ha
- Snake Eater / シンシア・ハレル（英語版）
- You Can Call Me Ishmael / Ludvig Forssell

### その他
- Not Your Kind of People / Garbage - GDC2013のトレーラーで使用。
- Nuclear / マイク・オールドフィールド - E3 2014のトレーラーで使用。
- Elegia / ニュー・オーダー - E3 2015のトレーラーで使用。
- The Phantom Pain / WHITE ASH - キャンペーンサイト「メタ男 on WEB」タイアップソング

## 開発
このゲームはメタルギアシリーズの25周年を記念した私的な催しで発表され、2日後、2012年の Penny Arcade Expo で一般公開された。ディレクターの小島秀夫はビッグ・ボスがこのゲームの主役として帰還し、ストーリーはシリーズのもう一つのプロローグに当たるものだと裏付けた。小島プロダクションが開発した Fox Engine が使われる初のゲームになる。
また、同じく2013年2月21日に発売された『メタルギア ライジング リベンジェンス』とは異なり、本作では小島秀夫自身がプロデューサーおよびゲームデザインを手がけている。
本作ではマルチプラットフォームでの開発に伴い、パソコンベースでの開発となっており、PS3およびXbox 360では720p（内部でスケーリング）/30fps、PS4では1080p/60fps、Xbox Oneでは720p『ファントムペイン』では900p（最終出力は1080p）/60fpsとなる。
シリーズのディレクターを務めている小島秀夫は、このゲームにはリアルタイムで移り変わっていく「昼夜」のサイクルがあることを明らかにした。「一つのステージをどれだけじっくり見回っていくかに応じて目的地についた時の時刻が変化する」とのこと。またこのゲームは次世代ゲーム機用のものだと考えられ、2011年6月3日にKONAMIによって公表された「Fox Engine」を採用し、美しく力強いメタルギアソリッドの世界を表現した。

### フェイシャルキャプチャー
本作ではシリーズ初のフェイシャルキャプチャーを行っており、ビッグ・ボスの表情は俳優のキーファー・サザーランドが行っている。また、他の登場人物の表情も英語版の声優が担当している。なお、キーファーは英語版のビッグ・ボスの声優も担当している。そのため、今までスネークの声優を務めていたデヴィッド・ヘイター(en) は降板となった。
今までのメタルギアシリーズでは、日本語などの音声に合わせて口の動きをつける作業を行っていたが、本作では英語の口の動きに対して日本語吹き替えを行う、いわゆる「洋画の日本語吹き替え版」のような形になっている。

## コンパニオンアプリ
本作『グラウンド・ゼロズ』『ファントムペイン』にはそれぞれ連動して使用するAndroidおよびiOS向けのコンパニオンアプリが2014年3月18日/2015年9月1日に配信された。アプリでは以下の連動機能が使用できるが、『グラウンド・ゼロズ』アプリには単独でも使用できるモードが存在する。
なお、Xbox 360環境ではiDROID機能を使用するにあたって、コンパニオンアプリの他に、Xbox SmartGlassアプリのインストールも別途必要となる。『グラウンド・ゼロズ』コンパニオンアプリとのデータリンクという手順が余分に必要になるものの、機能的にはPlayStationプラットフォームと同等のものが提供されている。また、Xbox One版では、Xbox SmartGlassアプリは不要となっている。
2018年9月1日をもって、コンパニオンアプリの配信を停止、それに伴ってアプリ内のオンライン機能も停止した。

## 評価

### ファントムペイン
ファントムペインはMetacriticでuniversal acclaim（世界から絶賛）の評価を受けた。
IGNは10/10のスコアで、どのように協力し合ったなどプレイヤーの記憶に残るものを生み出す開放的なゲームプレイ仕様を称賛。ステルス状態でなくても大きなペナルティはなく、ストーリーラインに重点を置いていないことを批判した。総評として「知性と創造性のあるいくつかのプレイスタイルができるやりがいのある驚異的なゲームプレイ」だとした。
GameSpotは10/10,のスコアで「完璧に近い」と称賛。メインミッション、サイドミッションに加え「緊急ミッションはオープンワールド体験の第三の柱」だと評し、ヴェノム・スネークの内面の変化の結果がオリジナルのメタルギアに意義のある発展を強調した。
ファミ通ではシリーズ3作目のクロスレビュー40点満点を獲得した。
EGMは9.5/10のスコアでエモーショナルな物語と無益な戦争について探究したテーマを称賛、コール オブ デューティやバトルフィールドなどよりも説得力のある答えをプレイヤーに示した。しかしミッション出撃中にFOBへ攻撃を受けるとそれを中断して対処に当たらないといけないような資源管理方法を批判した。
Destructoidは9/10のスコアで、「全体的に硬派だが華やかな部分もあり、小島最後のメタルギアであるというなら彼の頂点であることは間違いない」とした。
Game Informerは9.25/10のスコアで、ジョー・ジュバは自由度のあるミッションデザインを称賛。武器や携行品を制限するわけでなくプレイヤーに複数の潜入方法を選べるとした。しかしシュバはオープンワールドを補う物語の再構築が必要であり、プレイヤーは前後の脈絡なしに重要な要素に遭遇すると感じたとした。
Polygonは9/10のスコアでマイケル・マクウォーターもゲームメカニックを称賛、だが新規プレイヤーには詳しい情報がないと理解出来ない複雑なストーリーラインを批判した。
本作はゲームメディア以外の歴史のあるメディアでも受け入れられ、デイリー・テレグラフのカーク・マッキーンドは本作を「素晴らしいシリーズに加え、ベストを尽くして最高シリーズを生み出した」コメント、シームレスなプレイモードとの融合を称賛、マザーベースも満足のいく進歩であるとした。タイムのマット・ペッカムはゲームのプレイ時間、ベーシング、AIを称賛した。
本作は最終ミッションを出現させるために1度クリアしたミッションを高難易度でもう1度プレイすることが強制であることや、FOBが有料であることについて批判を受けた。コナミはこれについて反論している。

### クワイエットについて
発売前、女性キャラクターのクワイエットは論争を呼んだ。HALOのデザイナー、デビッド・エリスは過度にセクシャリティでありゲーム業界が「男社会」であるというネガティブな部分を肯定していると批判した。2015年5月、クワイエットのフィギュアが発売、柔らかな質感がソーシャルメディアや報道で批判された。
発売後、評価と意見の両方でクワイエットの描写について多くの批判が寄せられた。GamesRadar'sのデビット・ロバーツはクワイエットを「本作においてもっとも複雑で矛盾した登場人物の1人」であり、彼女の描写は小島作品とメタルギアシリーズでよくある「性に対しての子供っぽさ」の一例でもあると述べた。
Polygonのマイケル・マクウォーターは過度の露出の正当性を「ストーリー上、重要な事柄と結びついている」と説明、他の女性キャラクターは「いかに揺れた胸や尻をパンニングさせるか」を提示していると批判した。

### 収録されなかった内容
TPP発売後、小島とコナミの緊張関係がストーリーラインなどにみられる開発に影響を与えていることが報道された。物語を進めるために過去にプレイしたミッションを再プレイすることを余儀なくされたのは批判された。これは新規ストーリーの構想があったが時間制約上、既に完成していたミッションの再利用したものを収録したとされた。そして展開が急でいくつかの事柄が未解決のまま物語は終わったことである。コナミはソフト発売時期に厳しい期限を設け、開発費用についても不満があったためこのような内容になったという報道もあった。
本来想定していたストーリーが削除されたという根拠は発売直後から知れ渡る。コレクターズエディションを購入した者は本編に含まれていない「エピソード51」の映像が同梱されていることに気付く。ミッション内容は本編で未解決だった登場人物2人の関係が結末を迎え、多くの人々が納得のいくと感じられるものだった。
それからPC版のデータファイルを抽出したFacepunchのフォーラム利用者は「第3章 平和」なる証拠のデータを発見。コナミはどちらも確認がとれず、第3章が本編から削除されたことを否定した。MGSのコミュニティマネージャーのロバート・アレン・ピーラーはTwitterで発売予定だったコンテンツは正式に発売されるのかと尋ねられ、収録されることを期待していたが叶わなかったとした。章のタイトルからして核軍縮イベントと関係があるとプレイヤーは考えた。ゲーム内の核兵器が全て破棄されると秘密が明らかになるともみられた。Data minersはイベント後に解放されるゲームデータファイルの関連カットの存在を公表。第3章は何らかの方法で出現するという推測は依然として残っている。ロバート・アレン・ピーラーはTwitterとRedditで疑惑についてやり取りし、イベント後に発生する出来事がある可能性を否定しなかった。
第3章とエピソード51、Data minersによるカットシーンの発見など本編に含まれなかったとされる根拠が発見された。だがコナミと小島の話し合いの結果、開発初期に没になったのか前述のように収録できなかったのかは議論の余地がある。しかし未解決のストーリーなどの欠点を理由に未完成ゲームだとレッテル張りされた。一方、GamesRadar+はこのような内容なのは小島が意図的にしたものと主張した。IGNはコナミ退社後に小島が開発していた新規IP（デス・ストランディング）について完全なゲーム（"a complete game."）という表現があることから、TPPを未完成だと暗に示唆したとしている。
『メタルギアソリッドV THE DEFINITIVE EXPERIENCE』（GZとTPP及びDLC同封版、日本国内では『METAL GEAR SOLID V: GROUND ZEROES + THE PHANTOM PAIN』としてリリース)発表後、一部のプレイヤーは欠落した部分と思われる「エピソード51」についてTwitter上で懸念を表明していた。それに対し、コナミはエピソード51は開発初期の段階で没になったと回答し、ストーリーの中核を担うとは想定しておらず、プレイできる将来は計画されていなかったとしている。
ノベライズを執筆した矢野健二は、プレイヤーはビッグボスの気持ちでプレイしていたのにいきなりハシゴを外されてしまったと感じ、今までのヒューイ追放やクワイエット消失、マザーベースでの大虐殺に加担したのは自分だったということになり、その混乱や不満が未収録のエピソード51へ向かったと推測した。しかし、彼はこれこそが「プレイヤーへビッグボスを返す」という趣旨の発言をした小島の意図であるとみている。また、個人的な意見としてエピソード51はなくてもいいと思うと語った。

### 販売
発売後5日間で300万本出荷。発売日には1億7,900万USドルの売り上げがあった。イギリスではチャート初登場1位を記録した。2015年のイギリスで発売されたバットマン アーカム・ナイト、ウィッチャー3 ワイルドハントに次ぐ3番目の大作ゲームである。イギリスではメタルギアソリッド2の売り上げを37パーセント上回り、　最も成功したシリーズとなった。
日本ではPS3版、PS4版が発売1週間で411,199本販売、その週の販売本数トップとなった。
イギリスではXbox版よりPS版の方が売り上げが好調だった。PC版を除いてPS4ソフトの72パーセントの売り上げを記録した。Xbox One版は22パーセントで約3倍。PS3版は3パーセント、Xbox 360版は2パーセントだった。2015年9月までに500万本出荷。同年12月には600万本出荷している。

### 賞
| Award                              | Category                           | Result     |
| ---------------------------------- | ---------------------------------- | ---------- |
| ゴールデンジョイスティックアワード |                                    |            |
| ゲーム・オブ・ザ・イヤー           | ノミネート                         |            |
| Critic's Choice                    | 受賞                               |            |
| Metacritic                         |                                    |            |
| Best PS4 Game of 2015              | 受賞                               |            |
| Best Xbox One Game of 2015         | 受賞                               |            |
| Best PC Game of 2015               | ノミネート                         |            |
| Hobby Consolas                     | Game of the Year                   | 受賞       |
| Panorama                           | Game of the Year                   | 受賞       |
| PC Gamer                           | Game of the Year                   | 受賞       |
| Game Revolution                    | Game of the Year                   | 受賞       |
| GamesRadar+                        | Game of the Year                   | 受賞       |
| Game-Debate Global Game Awards     | Game of the Year                   | ノミネート |
| Game-Debate Global Game Awards     | Best Action                        | 受賞       |
| The Game Awards 2015               |                                    |            |
| Best Action/Adventure              | 受賞                               |            |
| Best Score/Soundtrack              | 受賞                               |            |
| Game of the Year                   | ノミネート                         |            |
| Best Art Direction                 | ノミネート                         |            |
| 2015 NAVGTR Awards                 | Game, Franchise Action             | 受賞       |
| 2015 NAVGTR Awards                 | Graphics, Technical                | ノミネート |
| 2015 NAVGTR Awards                 | Original Dramatic Score, Franchise | ノミネート |
| 2015 NAVGTR Awards                 | Animation, Technical               | ノミネート |
| 2015 NAVGTR Awards                 | Control Design, 3D                 | ノミネート |
| 2015 NAVGTR Awards                 | Direction in a Game Cinema         | ノミネート |
| 2015 NAVGTR Awards                 | Game Design, Franchise             | ノミネート |
| 2015 NAVGTR Awards                 | Game Engineering                   | ノミネート |

## ノベライズ
メタルギア ソリッド ファントムペイン
2015年10月24日に角川書店より発売。著者は野島一人（矢野健二）。ISBN 978-4-04-103230-5。
本作との連動企画として発行された小説の第3弾。『メタルギア ソリッド サブスタンスI シャドー・モセス』『メタルギア ソリッド サブスタンスII マンハッタン』ではマンハッタンに住む少年が語り部であるのに対し、今作品ではイシュメールことビッグ・ボスがそれを担当している。また、ヴェノムの補佐官としてロシア語を母語とするオセロットと、日本語を母語とするミラーの他に、オリジナルキャラクターとして英語を母語とし中立的な姿勢のレナード・ルインという一般兵が登場する。序章『グラウンド・ゼロズ』及び映像特典の『蝿の王国』はノベライズ版本編に直接収録はされず、回想という形で触れられている。

## 企業との提携
今までのメタルギアシリーズに引き続き、本作でも複数の企業とプロダクトプレイスメント契約を結んでいる。
- セイコー - ファントムシガー使用時の背景には、1980年代に発売されたデジタル腕時計「デジボーグ」が映されている[33]。また、同社のブランド「WIRED」とのコラボレーションモデルが限定販売された。
- プーマ - 本作とコラボレーションしたトラックジャケットが付属した『グラウンド・ゼロズ』のプレミアムパッケージがコナミスタイルで限定販売された。また、本作とコラボレーションしたTシャツ、トラックジャケットとシューズがプーマ公式店舗およびプーマ公式通販サイトで販売された。
- スクウェア・エニックス - 同社のフィギュアブランド「プレイアーツ改」のスネーク、スカルフェイス、クワイエット、燃える男のフィギュアが発売された。さらにオセロット、ダイアモンド・ドッグ、第三の少年のフィギュアが発売される予定。また、スネークの限定フィギュアが付属した『グラウンド・ゼロズ』のプレミアムパッケージがコナミスタイルで限定販売された。
- 海洋堂 - 同社のフィギュアブランド「リボルテックヤマグチ」のスネークのフィギュアが発売された。さらにソ連兵のフィギュアが発売される予定。また、Amazon.co.jpではスネークの限定フィギュアが付属した『グラウンド・ゼロズ』のプレミアムパッケージが限定販売された。
- ソニー - 前作『ピースウォーカー』に引き続いて、カセットテープタイプのウォークマン「TPS-L2」が登場する。また、『グラウンド・ゼロズ』ではFOXのエンブレムが入ったHDDカバーが付属しているPS4本体同梱パッケージがソニーの公式通販サイトで限定販売された[注 30]。さらに、『ファントムペイン』では限定色のPS4本体同梱パッケージが限定販売された[注 30]。なお、ソニー公式通販サイトでは、PS4本体の購入オプションとしてビッグ・ボス、スカルマーク、ダイアモンド・ドッグズマークの計3種類のデザインが刻印されたHDDカバーを選択できた。さらには限定刻印のウォークマン2種とコラボレーションモデルのXperiaタブレット2種が限定販売された。
- ソニーモバイルコミュニケーションズ - 『ファントムペイン』とコラボレーションしたXperia J1 Compactが発売された。
- HORI - スネークのバイオニックアームの色をイメージしたPS4用のオリジナルヘッドセットが販売された。
- 千値練 - iDROID型のiPhone 5、iPhone 5s用ケースが発売された。また、コナミスタイルで限定販売予定の『ファントムペイン』のプレミアムパッケージには、バイオニックアームのレプリカ[注 31]が付属した。2016年には「RIOBOT メタルギア・サヘラントロプス」が発売予定。
- J.F.Ray - 「GROUND ZEROES」のSIDE OPS「諜報員奪還」では「JF1142」モデルの眼鏡が登場する。また、本作とコラボレーションしたサングラスと眼鏡が限定販売された。
- ギルドデザイン - オリジナルデザインのiPhone 6、iPhone 6 Plus用ジュラルミンケースが限定販売された。

## 不具合

### グラウンド・ゼロズ
- 2014年3月20日の0時 - 14時の間、日本国内のXbox Gameストアにて英語版が誤って配信されていた[157][158]。このため、誤って海外版をダウンロードした場合は国内版を再ダウンロードするように呼びかけられている[注 32]。
- 2014年3月19日の10時 - 2014年3月20日の9時の間、PS3版およびPS4版にてサーバーとのネットワーク障害が発生していた[159]。

### ファントムペイン
- クワイエットをバディにした状態で「Episode 29」「Episode 42」をプレイすると、クリア後にゲームが進行しない不具合が発生していた[160]。このため、「Episode 29」「Episode 42」ではクワイエットをバディにしてプレイしないように呼びかけられている。その後、2015年9月18日には全機種で修正パッチが配信されている[161]。
- 開発資料の入手後、チェックポイントからのリトライを経て、ポーズメニューからミッションを中断し直接空中司令室に戻ると、開発資料を入手していない事になり、その後の入手もできなくなってしまう。現在公式のアナウンスはないが、対処法としては開発資料を手に入れた時に遂行中のミッションを中断せず（入手後のチェックポイントからのリトライは可）最後までクリアしきることが挙げられている。
- その他、無力化した兵士に水鉄砲を当てると異様な反応をしたり、表記ミスなどの細かいバグなどが存在する。